# Schramberg
Schramberg är en stad i Landkreis Rottweil i regionen Schwarzwald-Baar-Heuberg i Regierungsbezirk Freiburg i förbundslandet Baden-Württemberg i Tyskland.
Staden ingår i kommunalförbundet Schramberg tillsammans med kommunerna Aichhalden, Hardt och Lauterbach.